# Myrmicocrypta collaris
Myrmicocrypta collaris är en myrart som beskrevs av Carlo Emery 1913. Myrmicocrypta collaris ingår i släktet Myrmicocrypta och familjen myror. Inga underarter finns listade i Catalogue of Life.